# Rue Mouffetard
De Rue Mouffetard is een straat in het 5e arrondissement van de Franse hoofdstad Parijs. Het is een van de oudste en meest pittoreske straten van het Quartier Latin, met een geschiedenis die teruggaat tot de Romeinse tijd. Aan de levendige straat zijn veel restaurants, cafés en winkels gevestigd.

## Ligging
De Rue Mouffetard is 605 meter lang en loopt van de Rue Thouin tot de Rue Censier. Hij daalt af van de Montagne Sainte-Geneviève in de richting van de Église Saint-Médard.

## Geschiedenis
Hoewel voor het eerst genoemd in 1254, maakte ze vroeger deel uit van de Romeinse weg van Parijs (Lutetia) naar Lyon (Colonia Copia Claudia Augusta Lugdunum). Pas in 1754 lag ze binnen de stadsgrenzen van Parijs.
Door haar ligging op de heuvel van Sainte-Geneviève (de Montagne Sainte-Geneviève) zijn de buurt de grootschalige stadsvernieuwingsplannen van Baron Haussmann bespaard gebleven. Hierdoor heeft de rue Mouffetard haar middeleeuwse karakter behouden.

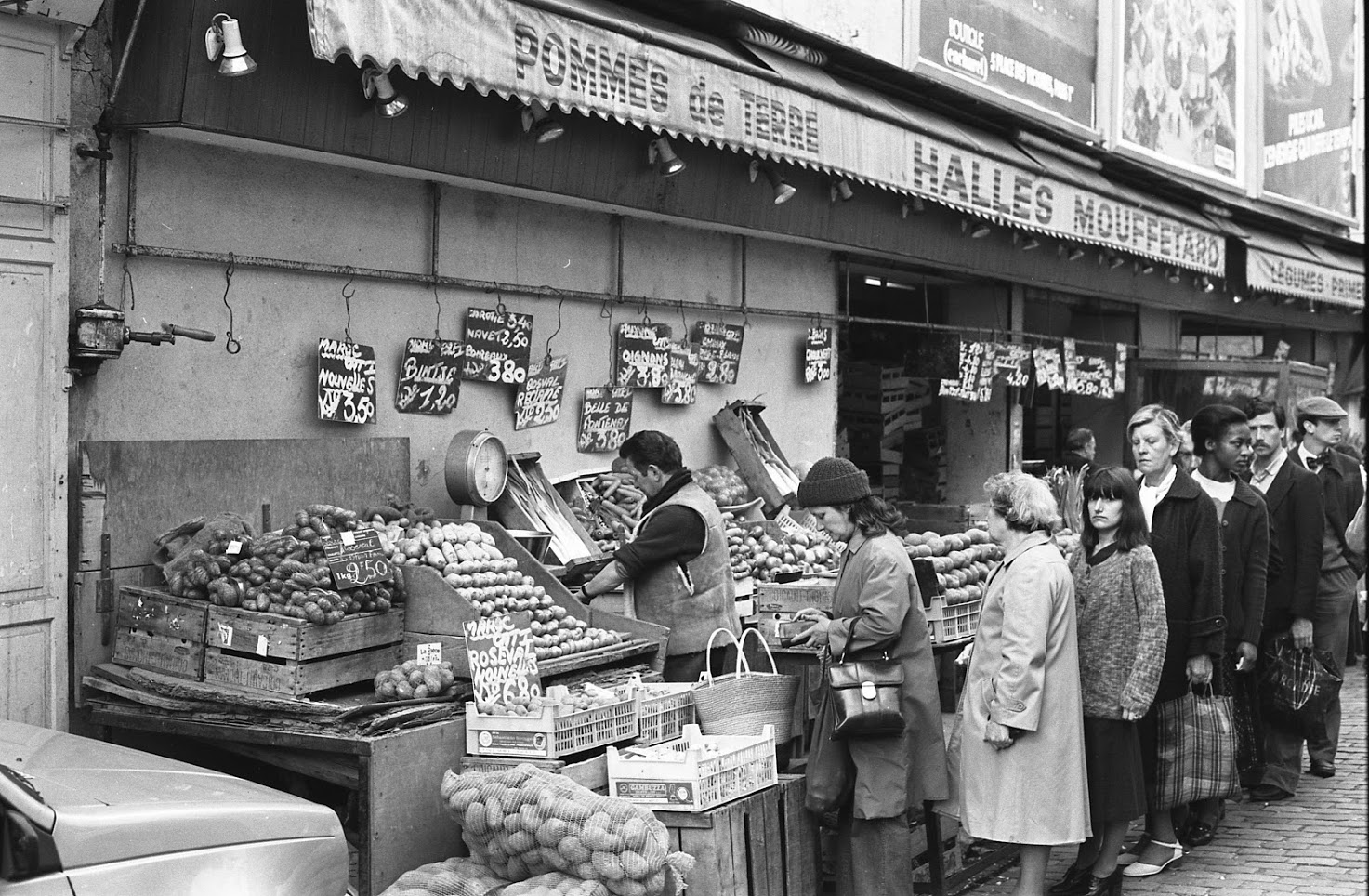
Markt in de Rue Mouffetard 1980

### Tegenwoordig
De Rue Mouffetard, onder Parijzenaars bekend als La Mouffe, staat bekend om haar vele winkeltjes en de chaotische drukte. Onder aan de straat, bij het punt waar ze de Rue Jean-Calvin kruist, is er elke dag een markt met groente en fruit. Verder zijn er, naast de vele restaurants en cafés, een groot aantal winkels voor basisbehoeften te vinden. Door de combinatie van de drukte en het middeleeuwse karakter is het een populaire bestemming voor zowel Parijzenaars als toeristen.

### Naam
De naam Mons Cetarius of Mons Cetardus, in het Frans "Mont-Cétard", wordt vanaf de 13e eeuw aangetroffen op kaarten, maar waarschijnlijk stamt hij al uit de Romeinse tijd. De naam is in de loop der jaren geregeld veranderd; bekende varianten zijn onder meer Montfétard, Maufetard, Mofetard, Moufetard, Mouflard, Moufetard, Moftard, Mostard, maar de straat heeft ook een tijd Rue Saint-Marcel, Rue du Faubourg Saint-Marceau en Rue de la Vielle Ville Saint-Marcel geheten. De huidige naam, Rue Mouffetard, is afkomstig van de oorspronkelijke Romeinse naam.

## Bouwwerken
Langs de Rue Mouffetard staan een groot aantal huizen gebouwd tussen de 16e en 18e eeuw. Op de kruising met de Rue du Pot de Fer staat een waterput uit 1624, die in 1671 werd herbouwd. In het zuiden van de straat staat de Église St. Médard, die uit de 9e eeuw zou dateren, maar in 1363 voor het eerst in de bronnen wordt vermeld. In de 16e eeuw is de kerk compleet herbouwd in renaissancestijl. In 1784 werd de Mariakapel aangebouwd. Rond die periode werd de kerk ook het ontmoetingspunt van de Convulsionnaires, een fanatieke beweging binnen het jansenisme.